# Anahuac (Texas)
Anahuac és una població dels Estats Units a l'estat de Texas. Segons el cens del 2000 tenia 2.210 habitants.

## Demografia
Segons el cens del 2000, Anahuac tenia 2.210 habitants, 803 habitatges, i 600 famílies. La densitat de població era de 402,5 habitants/km².
Dels 803 habitatges en un 38,1% hi vivien nens de menys de 18 anys, en un 55,2% hi vivien parelles casades, en un 15,7% dones solteres, i en un 25,2% no eren unitats familiars. En el 22% dels habitatges hi vivien persones soles el 12,3% de les quals corresponia a persones de 65 anys o més que vivien soles. El nombre mitjà de persones vivint en cada habitatge era de 2,69 i el nombre mitjà de persones que vivien en cada família era de 3,14.
Per edats la població es repartia de la següent manera: un 29,7% tenia menys de 18 anys, un 7,6% entre 18 i 24, un 27,2% entre 25 i 44, un 20,5% de 45 a 60 i un 15% 65 anys o més.
L'edat mediana era de 34 anys. Per cada 100 dones de 18 o més anys hi havia 81,5 homes.
La renda mediana per habitatge era de 40.924 $ i la renda mediana per família de 46.750 $. Els homes tenien una renda mediana de 34.904 $ mentre que les dones 24.917 $. La renda per capita de la població era de 17.056 $. Aproximadament l'11,1% de les famílies i el 13,5% de la població estaven per davall del llindar de pobresa.

## Poblacions properes
El següent diagrama mostra les poblacions més properes.